# Jan Szurlej

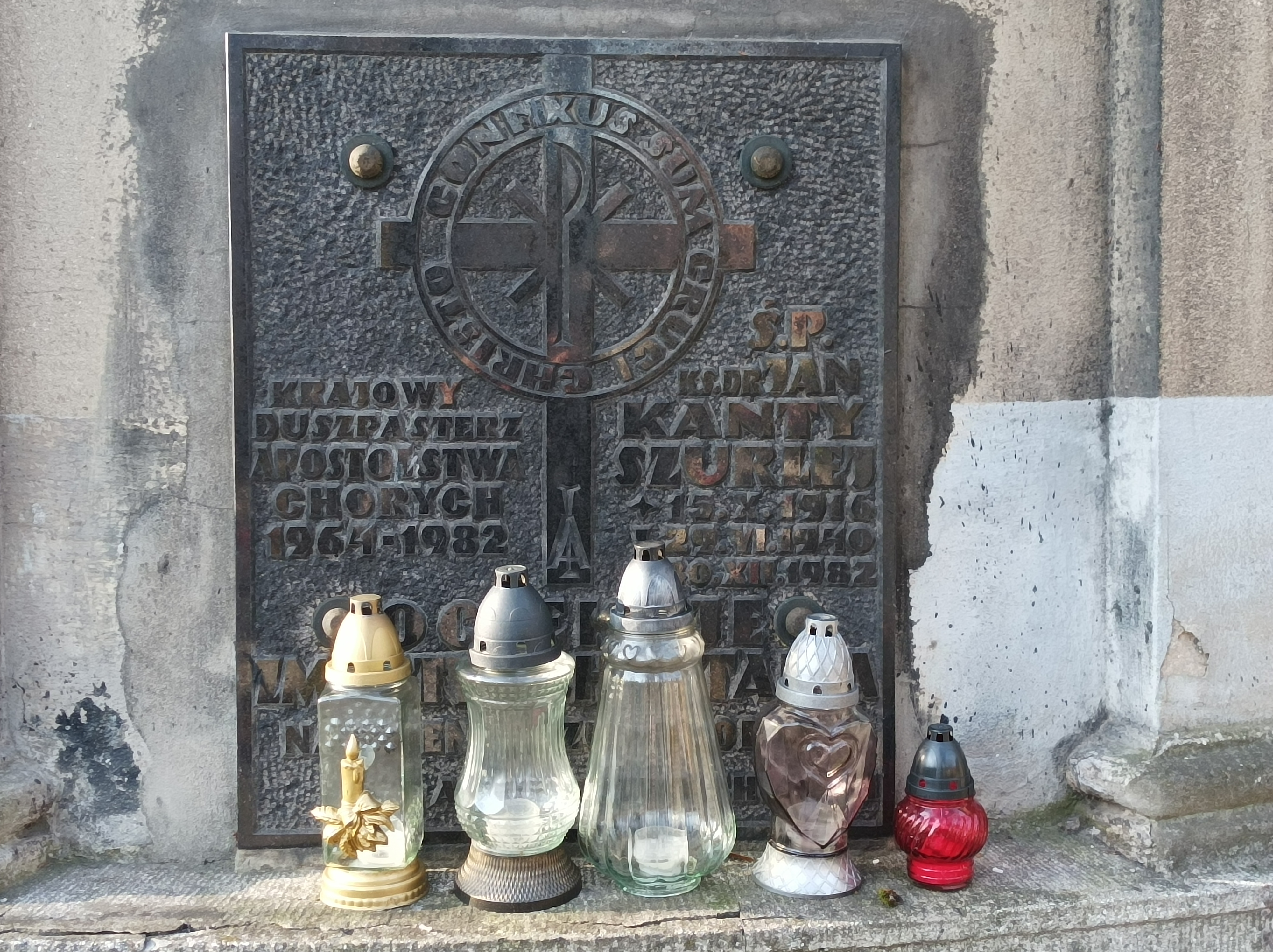
Tablica ku czci ks. Jana Szurleja na kaplicy cmentarza przy ul. Francuskiej w Katowicach

Jan Kanty Szurlej (ur. 15 października 1914 w Słobodzie Konkolnickiej koło Konkolnik, zm. 30 grudnia 1982 w Katowicach) – polski ksiądz rzymskokatolicki, prałat, sekretarz i redaktor „Apostolstwa Chorych” w Polsce.

## Życiorys
Urodził się w Słobodzie Konkolnickiej, w pow. rohatyńskim, woj. stanisławowskiego. Edukację swą rozpoczął w szkole podstawowej w Bolszowicach, następnie ukończył gimnazjum we Lwowie. Po nich rozpoczął studia teologiczne na Wydziale Teologicznym Uniwersytetu im. Jana Kazimierza we Lwowie. Na kapłana został wyświęcony w dniu 29 czerwca 1940 roku. Otrzymał je z rąk ks bp dr Eugeniusza Baziaka. Lata 1940-1943 spędził w rodzinnej miejscowości jako wikary, gdzie zasłynął jako człowiek ratujący innych z narażeniem własnego życia.
W okresie od stycznia do kwietnia 1944 roku pełnił funkcję kapelana u Sióstr Karmelitanek we Lwowie. Następnie przez okres trzech miesięcy tegoż roku był administratorem parafii w Janowie pod Lwowem. Od października 1946 do marca 1947 pełnił obowiązki kapelana Sióstr Felicjanek, by w kwietniu na trzy miesiące trafić do Lwowa, gdzie objął funkcję wikarego w parafii św. Anny.
W lipcu 1946 roku został wypędzony ze Lwowa wraz z innymi Polakami i osiadł w Katowicach, gdzie pełnił funkcje katechety w szkołach średnich oraz kapelana szpitalnego. W roku 1950 ukończył studia na Wydziale Teologii Uniwersytetu Jagiellońskiego z tytułem magistra teologii za rozprawę pt. „Kapelan szpitalny”. Po dwóch latach, na tym samym oddziale Uniwersytetu otrzymał tytuł doktora teologii za rozprawę „Problem przerywania ciąży”. Lata 1960–1977 poświęcił wykładom teologii moralnej w Wyższym Śląskim Seminarium Duchownym, mieszczącym się wówczas w Krakowie. Problemy zdrowotne (choroba serca) nie pozwoliły na kontynuowanie tej pracy.
W roku 1964, po śmierci ks. Michała Rękasa, prymas Polski Stefan Wyszyński powierzył ks. Janowi Szurlejowi funkcję sekretarza Krajowej Centrali Apostolstwa Chorych i redaktora miesięcznika „Apostolstwo Chorych”
Zmarł nagle 30 grudnia 1982 w drodze idąc z kamienicy przy ulicy Powstańców, w której mieszkał na Mszę św. w katowickiej katedrze. Został pochowany 2 stycznia 1983 roku na cmentarzu przy ul. Francuskiej. Egzekwiom w katowickiej katedrze przewodniczyli biskupi Herberta Bednorza i Stanisław Szymecki.
Po kilku latach rodzina sprowadziła szczątki zmarłego do Kłodzka, gdzie zostały ponownie pochowane na cmentarzu komunalnym przy ul. Dusznickiej.